# Nintendo World Championships: NES Edition
Nintendo World Championships: NES Edition (Nintendo World Championships ファミコン世界大会?, Nintendō Wārudo Chanpionshippusu: Famikon Sekai Taikai) è un videogioco d'azione, party e a piattaforme sviluppato da Nintendo EPD (Gruppo 4) in collaborazione con Indies Zero e pubblicato da Nintendo per Nintendo Switch. È basato sulla competizione di eSport, i Nintendo World Championships. Il gioco è uscito il 18 luglio 2024 in formato digitale sul Nintendo eShop e in edizione fisica deluxe nei negozi; in Europa il "Set Deluxe" è stato disponibile in esclusiva sul negozio online My Nintendo Store.

## Modalità di gioco
Nintendo World Championships: NES Edition si concentra sui giocatori che attuano una speedrun verso determinati obiettivi, noti come Sfide, nei videogiochi Nintendo dell'era NES, con l'obiettivo di completare queste missioni il più velocemente possibile. Ai giocatori vengono assegnati voti specifici per il completamento di queste sfide in base alla velocità con cui le hanno completate e ricevono monete da spendere per sbloccare nuove sfide. A differenza degli attuali Nintendo World Championships 1990 o della modalità Remix dei Nintendo World Championships all'interno di NES Remix, non esiste alcuna modalità all'interno di NES Edition che utilizzi un sistema di punti su tre giochi.

### Modalità

#### Sfide Lampo
I giocatori devono affrontare più di 150 sfide specifiche il più velocemente possibile in singolo. Le sfide sono divise in quattro livelli difficoltà: Normale, Difficile, Esperto e Leggenda. Le monete guadagnate nel gioco possono essere utilizzate per sbloccare nuove sfide da completare in questa modalità.

#### Tornei Mondiali
I giocatori affrontano cinque diverse sfide consecutivamente e il tempo trascorso su di esse viene conteggiato e inserito in una classifica online. Questa modalità consiste in competizioni settimanali, con l'elenco delle sfide aggiornato ogni settimana.

#### Tornei Sopravvivenza
In questa modalità, in stile battle royale, il giocatore affronta i fantasmi di giocatori di tutto il mondo in 3 round. Alla fine di ogni round vengono eliminati la metà dei giocatori. Per qualificarsi, il giocatore deve piazzarsi alla metà superiore della classifica.

#### Multigiocatore
Fino a 8 giocatori in modalità multigiocatore locale competono per vedere chi riesce a completare le sfide più velocemente. A ogni giocatore vengono assegnati punti dopo ogni sfida (nota nella modalità come Partita) che vengono accumulati per determinare un vincitore.

## Giochi disponibili
In questo gioco, le sfide sono tratte da tredici videogiochi per NES:
- Balloon Fight
- Donkey Kong
- Excitebike
- Ice Climber
- Kid Icarus
- Kirby's Adventure
- Metroid
- Super Mario Bros.
- Super Mario Bros. 2
- Super Mario Bros. 3
- Super Mario Bros.: The Lost Levels
- The Legend of Zelda
- Zelda II: The Adventure of Link

## Sviluppo
Il gioco è stato inizialmente trapelato accidentalmente in anticipo dall'ESRB il 3 maggio 2024. L'8 maggio 2024 è stato annunciato ufficialmente ed è stato pubblicato un video di presentazione su YouTube.

## Accoglienza
Su Metacritic ha un punteggio medio ponderato di 73 su 100, basato su 51 critici, indicando "recensioni contrastanti o nella media".